# Angyel Miklós
Angyel Miklós (Nyitra, 1925. október 28. – Udvard, 2007. június 7.) néprajzi, helytörténeti író.

## Élete
1944-ben érettségizett Érsekújvárott a ferences Magyar Királyi Állami Pázmány Péter Gimnáziumban, majd a második világháború végén vasutas lett.
Később a Fűszerpaprika Szövetkezet, ennek államosítása után az érsekújvári konzervgyár tisztviselője, illetve igazgatója volt. 1963-ban diplomázott a prágai Vegyipari Egyetem konzervipari tanszékén. 1986-ban nyugdíjba vonult.
Különféle konzervipari témájú tanulmányokat jelentetett meg szaklapokban. Lakóhelye, Udvard múltjával és néprajzával nyugdíjas éveiben kezdett foglalkozni.

## Művei
- 1993 Az udvardi kálvária. A Hét 38/15. (1993. április 9.)
- 1993 Ásatások Udvardon. A Hét 38/45, 14. (1993. november 5.)
- 1993 Udvard múltja és jelene. Pozsony
- 1994 Udvard nevezetességei
- 1994 Törökvilág Udvardon.  A Hét 39/14, 14. (1994. április 1.)
- 2006 Udvardi mindenes gyűjtemény I. (szerk.)